# 行ってみる?
行ってみる?は、2006年頃から放送を開始し、秋田県と岩手県で放送されていたテレビ番組である。各地域ごとのHonda Cars店の共同提供。2010年12月をもって放送を終了した。

## 概要
毎週、秋田・岩手、それぞれの地域における自然や景色、それに風景などをホンダの車を使ってドライブしながら洋楽に乗せて紹介した。
2008年12月までは青森テレビ・秋田テレビ・岩手めんこいテレビの共同制作だったが、2009年1月より「もっと行ってみる」へリニューアルし、青森テレビが共同制作から外れ、青森県での放送が打ち切られた。

## ネット局
放送終了時点
時間はJST表記。
- 秋田テレビ：月曜 22:54 - 23:00
- 岩手めんこいテレビ：木曜 21:54 - 22:00

過去
- 青森テレビ（2008年12月まで）